# Amaro (Italie)
Pour les articles homonymes, voir Amaro.
Amaro est une commune italienne de la province d'Udine dans la région Frioul-Vénétie Julienne en Italie.

## Administration
| Période                                  | Période  | Identité      | Étiquette              | Qualité |
| ---------------------------------------- | -------- | ------------- | ---------------------- | ------- |
| depuis 2009                              | En cours | Laura Zanella | lista civica Par Damar |         |
| Les données manquantes sont à compléter. |          |               |                        |         |

### Communes limitrophes
Cavazzo Carnico, Moggio Udinese, Tolmezzo, Venzone